# Fenilhidrazină
Fenilhidrazina este un compus organic, o hidrazină cu formula chimică C6H5-NH-NH2.

## Istoric
Fenilhidrazina a fost prima hidrazină care a fost descoperită și caracterizată, fiind raportată de către Hermann Emil Fischer în anul 1875. Acesta a preparat-o utilizând o reacție de reducere a unei săruri de fenil-diazoniu în prezență de ion sulfit pe post de agent reducător. Fischer a utilizat fenilhidrazina în reacțiile cu glucide, formând hidrazonele corespunzătoare la nivelul grupelor aldehidice.

## Obținere
Fenilhidrazina se obține în urma reacției de oxidare a anilinei cu azotit de sodiu în prezență de acid clorhidric; intermediar se formează o sare de diazoniu, care se reduce folosind sulfit de sodiu în prezență de hidroxid de sodiu, formând în final produsul.

## Proprietăți

### Chimice
Fenilhidrazina este utilizată în sinteza Fischer pentru obținerea indolului, în această reacție utilizându-se și un compus carbonilic:
O reacție importantă a fenilhidrazinei este reacția de formare a fenilhidrazonelor, care se face cu aldehide. Reacția este specială pentru glucide, întrucât fenilhidrazonele formate ajută la identificarea glucidelor corespunzătoare.

Structura generală a unei fenilhidrazone; unul dintre R poate fi atom de hidrogen.